# ليزا كلاين (كاتبة للأطفال)
ليزا كلاين (بالإنجليزية: Lisa Klein)‏ هي كاتبة للأطفال أمريكية، ولدت في 24 يونيو 1958.

## وصلات خارجية
- ليزا كلاين على موقع IMDb (الإنجليزية)